# Daniel Auteuil
Daniel Auteuil (Alger, 24 de gener de 1950) és un actor i director de cinema francès. Va ser company de les actrius Anne Jousset, Emmanuelle Béart i Marianne Denicourt. Casat des del 22 de juliol de 2006 amb la cirurgiana plàstica corsa Aude Ambroggi.

## Biografia

Poster de la pel·lícula per la qual va obtenir el César

Daniel Auteuil va créixer a Avinyó on els seus pares, Henri i Yvonne, eren cantants lírics d'òpera i d'operetes.
Freqüentar els teatres on actuaven els seus pares, les gires -sobretot amb l'Òpera Garnier- el predisposen a abraçar una carrera artística.
El 1967, tot just tenia 17 anys, després d'haver freqüentat entre altres el Liceu Philippe de Girard a Avignon, s'orienta naturalment cap a l'opereta i el teatre i segueix els cursos d'art dramàtic del Curs Florent a París. Malgrat diverses temptatives, mai no serà admès al CNSAD.
El 1970 comença al Teatre nacional popular (a Early Morning) després interpreta el 1972 i 1973 a la comèdia musical americana Godspell al costat, sobretot, de Armande Altaï. Company al teatre de Edwige Feuillère (La folle de Chaillot) i Maria Pacôme (Apprends-moi, Céline), es destapa al costat de François Périer a Coup de chapeau que li val el premi Gérard Philipe 1979, atorgat al millor jove actor de l'any.
Interpreta aleshores Le garçon d'appartement, que Gérard Lauzier adaptarà al cinema el 1982 sota el títol T'empêches tout le monde de dormir.
El 1975, Gérard Pirès li ofereix el seu primer paper al cinema a L'Agression al costat de Catherine Deneuve i Jean-Louis Trintignant.
Però és amb la seva interpretació d'un alumne d'institut poc estudiós en Les Sous-doués el 1980 quan accedeix a la notorietat i es guanya un estatus d'actor de primera línia.
El 1981, té una filla, Aurora, amb l'actriu Anne Jousset.
El 1986, coneix la consagració i obté el César al millor actor als Premis César 1987 gràcies a la seva interpretació del paper d'Ugolin a Manon les sources de Claude Berri adaptació de l'obra de Marcel Pagnol, al costat d'Yves Montand i Emmanuelle Béart. Es casa amb Emmanuelle Béart al final del rodatge i comparteix 11 anys de la seva vida amb ella. Tenen una filla, Nelly, el 1992 (referència a l'última pel·lícula de Claude Sautet "Nelly i Senyor Arnaud" en el qual Emmanuelle Béart interpreta Nelly).
Es casa amb Aude Ambroggi a l'edat de 56 anys a Porto-Vecchio a Còrsega tenint per testimonis el cantant Dave i els seus amics.

## Filmografia

### Cinema
- 1974: L'Agression de Gérard Pirès: el promès de Natacha
- 1975: Attention les yeux ! de Gérard Pirès: Alex
- 1977: La Nuit de Saint-Germain-des-Prés de Bob Swaim: Rémy
- 1977: Monsieur Papa de Philippe Monnier: Dédé
- 1977: L'amor violat (L'Amour violé) de Yannick Bellon: Daniel
- 1978: Les héros n'ont pas froid aux oreilles de Charles Némès: Jean-Bernard Morel
- 1979: Rien ne va plus de Jean-Michel Ribes
- 1979: À nous deux de Claude Lelouch'
- 1979: Bête mais discipliné de Claude Zidi: Alain
- 1979: Les Sous-doués de Claude Zidi: Bébel
- 1980: La Banquière de Francis Girod: Duclaux
- 1980: Clara et les chics types de Jacques Monnet: Mickey
- 1981: Les Hommes préfèrent les grosses de Jean-Marie Poiré: Jean-Yves
- 1981: Les Sous-doués en vacances de Claude Zidi: Bébel
- 1981: T'empêches tout le monde de dormir de Gérard Lauzier: Yves
- 1982: Pour 100 briques t'as plus rien... d'Édouard Molinaro: Sam
- 1982: Que les gros salaires lèvent le doigt! de Denys Granier-Deferre: Jean-Baptiste Lumet
- 1982: L'Indic de Serge Leroy: Bertrand
- 1983: P'tit con de Gérard Lauzier: Jeannot
- 1983: Les Fauves de Jean-Louis Daniel: Christopher 'Berg' Bergham
- 1984: L'Arbalète de Sergio Gobbi: inspector Vincent
- 1984: Palace d'Édouard Molinaro: Lucien Morland
- 1984: L'Amour en douce d'Édouard Molinaro: Marc Delmas
- 1985: Jean de Florette de Claude Berri: Ugolin
- 1985: Manon des sources de Claude Berri: Ugolin
- 1986: Le Paltoquet de Michel Deville: el periodista
- 1987: Quelques jours avec moi de Claude Sautet: Martial Pasquier
- 1988: Mama, hi ha un home blanc al teu llit (Romuald et Juliette) de Coline Serreau: Romuald Blindet
- 1990: Lacenaire de Francis Girod: Pierre-François Lacenaire
- 1991: Ma vie est un enfer de Josiane Balasko: Abargadon
- 1991: Un cor a l'hivern (Un cœur en hiver) de Claude Sautet: Stéphane
- 1992: Ma saison préférée d'André Téchiné: Antoine
- 1993: La reina Margot (La Reine Margot) de Patrice Chéreau: Henri de Navarre (Enric IV de França i III de Navarra)
- 1994: La Séparation de Christian Vincent: Pierre
- 1995: Une femme française de Régis Wargnier: Louis
- 1995: Les cent i una nits (Les Cent et une nuits) d'Agnès Varda
- 1995: Les voleurs d'André Téchiné: Alex
- 1995: Passage à l'acte de Francis Girod: Antoine Rivière
- 1996: El vuitè dia (Le huitième jour) de Jaco Van Dormael: Harry
- 1996: Lucie Aubrac de Claude Berri: Raymond
- 1996: Sostiene Pereira de Roberto Faenza: Dr. Cardoso
- 1997: Le Bossu de Philippe de Broca: Lagardère/el geperut
- 1999: The Lost Son de Chris Menges: Xavier Lombard
- 1998: Mauvaise Passe de Michel Blanc: Pierre
- 1998: La Fille a le pont de Patrice Leconte: Gabor
- 1999: La viuda de Saint Pierre (La Veuve de Saint-Pierre) de Patrice Leconte: Jean
- 1999: Le Placard de Francis Veber: François Pignon
- 2000: Sade de Benoît Jacquot: Marquis de Sade
- 2001: Vajont de Renzo Martinelli: Alberico Biadene
- 2002: L'Adversaire de Nicole Garcia: Jean-Marc Faure
- 2003: Petites coupures de Pascal Bonitzer: Bruno
- 2003: Rencontre avec le dragon d'Hélène Angel: Guillaume de Montauban
- 2003: Après vous de Pierre Salvadori: Antoine Letoux
- 2004: Nos amis les flics de Bob Swaim: Toussaint
- 2004: Assumptes pendents (36 Quai des Orfèvres) d'Olivier Marchal: Léo Vrinks
- 2004: Le Prix du désir de Roberto Ando: Daniel
- 2005: L'un reste, l'autre part de Claude Berri: Daniel
- 2005: Caché de Michael Haneke: Georges Laurent
- 2005: Peindre ou faire l'amour d'Arnaud i Jean-Marie Larrieu: William Lasserre
- 2006: La doublure de Francis Veber: Pierre Levasseur
- 2006: L'Entente Cordiale de Vincent de Brus: Jean-Pierre Moindrau
- 2006: Mon meilleur ami de Patrice Leconte: François Coste
- 2007: L'Invité de Laurent Bouhnik: Gérard
- 2007: Dialogue avec mon jardinier de Jean Becker: Dupinceau
- 2007: Le Deuxième Souffle d'Alain Corneau: Gustave 'Gu' Minda
- 2008: MR 73 d'Olivier Marchal: Schneider
- 2008: 15 ans et demi de Thomas Sorriaux i François Desagnat: Philippe Le Tallec
- 2008: La Personne aux deux personnes de Nicolas & Bruno: Jean-Christian Ranu
- 2009: Je l'aimais de Zabou Breitman
- 2009: Montespan d'Antoine de Caunes
- 2017: Una raó brillant (Le Brio) d'Yvan Attal
- 2021: Adeu, Senyor Haffman de Fred Cavayé

### Televisió
- 1974: Les Fargeot de Patrick Saglio
- 1976: Les Mystères de Loudun de Gérard Vergez
- 1977: L'Enlèvement du régent - Le chevalier d'Harmental de Gérard Vergez
- 1977: L'Affaire des poisons de Gérard Vergez
- 1977: Rendez-vous en noir de Claude Grinberg
- 1980: Au théâtre ce soir: Bataille de dames de Scribe i Ernest Legouvé
- 1981: S.A.R.L. ou société amoureuse à responsabilité limitée de Christian-Jaque
- 1981: Le Calvaire d'un jeune homme impeccable de Victor Vicas
- 1982: Emmenez-moi au théâtre: Apprends-moi Céline d'Alain Boudet
- 2002: Un jour dans la vie du cinéma français (documental)

## Teatre
- 1970: Early morning d'Edward Bond, posada en escena per Georges Wilson, Théâtre National Populaire
- 1972: Godspell de John Michael Tebelak, posada en escena per Nina Faso, Théâtre de la Porte Saint-Martin
- 1974: Le Premier d'Israël Horovitz, posada en escena per Michel Fagadau, Théâtre de Poche Montparnasse
- 1975: La Caverne d'Adullam de Jean-Jacques Varoujan, posada en escena per Étienne Bierry, Théâtre de Poche Montparnasse
- 1976: Apprends-moi Céline de Maria Pacôme, posada en escena per Gérard Vergez, Théâtre des Nouveautés
- 1976: Charlie Brown, Théâtre de la Gaîté-Montparnasse
- 1978: Les Chemins de fer, Théâtre de la Ville
- 1979: Coup de chapeau de Bernard Slade, posada en escena per Pierre Mondy, Théâtre de la Michodière
- 1980: Le Garçon d'appartement de Gérard Lauzier, posada en escena per Daniel Auteuil, Théâtre Marigny
- 1986: L'Amuse gueule de Gérard Lauzier, posada en escena per Pierre Mondy, Théâtre du Palais-Royal
- 1988: La Double Inconstance de Marivaux, posada en escena per Bernard Murat, Théâtre de l'Atelier, Festival d'Anjou
- 1989: Le Palais de crystal d'André Gunthert, posada en escena per André Gunthert, Théâtre de Nice
- 1990: Les Fourberies de Scapin de Molière, posada en escena per Jean-Pierre Vincent, Cor d'Honor Festival d'Avignon, Théâtre des Amandiers
- 1992: Un homme pressé de Bernard Chartreux, posada en escena per Jean-Pierre Vincent, Théâtre des Amandiers
- 1993: Woyzeck de Georg Büchner, posada en escena per Jean-Pierre Vincent, Théâtre de Nimes, Théâtre du Rond-Point
- 1999: La Chambre bleue d'Arthur Schnitzler, posada en escena per Bernard Murat, Théâtre Antoine
- 2003: Il a fait l'idiot à la chapelle de Daniel Auteuil, posada en escena per Daniel Auteuil, lectura, Théâtre Marigny
- 2008: L'École des femmes de Molière, posada en escena per Jean-Pierre Vincent, Théâtre de l'Odéon

## Premis i nominacions

### Premis
Cinema
- César al millor actor per Jean de Florette (1987).
- BAFTA al millor actor secundari per Jean de Florette (1987).
- Premi d'interpretació masculina al Festival Internacional de Cinema de Venècia 1994 per Un cœur en hiver
- Premi d'interpretació masculina al Festival Internacional de Cinema de Canes 1996 per El vuitè dia
- Premi del cinema europeu 2005: millor actor a Caché de Michael Haneke

### Nominacions
- César al millor actor per: Quelques jours avec moi (1989), Lacenaire (1991), Un cœur en hiver (1993), Ma saison préférée (1994), La Séparation (1995), El vuitè dia (1997), Le bossu (1998), L'adversaire (2003), Après vous (2004), 36 quai des orfèvres (2005), Una raó brillant (Le Brio) (2018).